# Bisdom Kalay
Het bisdom Kalay (Latijn: Dioecesis Kalayensis) is een rooms-katholiek bisdom met als zetel Kalay, in Myanmar. Het bisdom is suffragaan aan het aartsbisdom Mandalay. 

## Geschiedenis
Het bisdom werd opgericht op 22 mei 2010, uit delen van het bisdom Hakha. 

## Parochies
Het bisdom had in 2021 een oppervlakte van 13.813 km2 en telde 1.018.880 inwoners waarvan 5,8% rooms-katholiek was.

## Bisschoppen
- Felix Lian Khen Thang (22 mei 2010 - heden)